# Ференц Казинци
Ференц Казинци (27. октобар 1759- 23. август 1831.) је био мађарски писац и песник. Учествовао је, и био од велике важности у обнови мађарског језика. Део свог живота је радио у струци, као правник. Поред тога, бавио се превођењем класичних дела и уређивао је књижевне часописе. Тежио је европеизацији националне културе. 

## Биографија
Казинци Ференц је рођен у Краљевини Мађарској, на данашњој територији Шимијана у Румунији. Његов отац звао се Казинци Јожеф, а мајка Бошањи Жужана. Имао је четири брата и четири сестре. Казинци је једно време студирао на колеџу у Дебрецену, те се након тога враћа родитељима где са оцем учи немачки и латински. Своје учење језика наставља у Кежмарку. Слободно време проводио је читајући. Поред учења језика, бавио се уметношћу и музиком. 1769. постаје студент на колеџу у Шарошпатаку, где је студирао филозофију и право. У новембру 1804. године се оженио. Са својом женом је имао осморо деце. Живели су заједно 27 година; Казинци је о њој пуно писао у својим дневницима.

## Каријера
Казинци Ференц је у историји остао упамћен као водећа личност у обнови мађарског језика. Његову каријеру карактеришу идеје просветитељства. Покренуо је израду првог књижевног часописа на мађарском језику. Помогао је и у стварању прве позоришне трупе. Такође, у једном периоду његове каријере, преовладавао је класицизам. У његовом раду, до изражаја долази потреба за праћењем западних књижевних образаца. 
Превођење дела значајних западних писаца сматрао је примарним задатком како би обогатио мађарски језик и културу. Превођење му је било важније од писања дела. Дуго се уздржавао од писања оригиналник прозних дела. Због тога, већина радова су му преводи, али поред тога има у пуно песама, мемоара, путописа и писама. Поред оригиналних песама које је писао, аутор је првих сонета и епиграма на мађарском језику. Казинцијев сонет под називом A sonetto múzsája је први сонет на мађарском језику. 